# La Rades
La Rades del Puerto, oficialmente La Rades, es una localidad perteneciente al municipio de Santo Tomé del Puerto, en la provincia de Segovia, comunidad autónoma de Castilla y León, España. Tiene una población de 28 habitantes (INE 2024)
Presenta un escaso desarrollo urbanístico, en comparación con las demás localidades con las que conforma el municipio de Santo Tomé del Puerto, que son Rosuero, Siguero, Sigueruelo y Villarejo que funciona de capital, situadas todos en la segoviana Comunidad de Villa y Tierra de Sepúlveda. 

## Historia
La Rades significa dehesa o pastizal, por lo que los primeros pobladores de estas tierras pudieron proceder del norte de la Península. La organización de este territorio y su repoblación durante la Reconquista es realizada a manos de la Comunidad de Villa y Tierra de Sepúlveda, quedando encuadrado este entorno dentro del Ochavo de la Sierra y Castillejo.
Las primeras referencias por escrito datan de mediados del siglo XV. Antiguamente a él pertenecían las localidades Siguero y Sigueruelo, contando La Rades con su propio ayuntamiento.
A mediados del siglo XIX, La Rades formaba ya municipio con Rosuero y Villarejo. Los tres barrios sumaban 159 casas (23 de ellas en La Rades) y una población de 509 personas, se producía lino, centeno, legumbres, pastos y leñas, y había un molino harinero. Además, se criaban ovejas, vacas y asnos, y en sus campos se criaban las liebres, conejos y perdices.

## Geografía

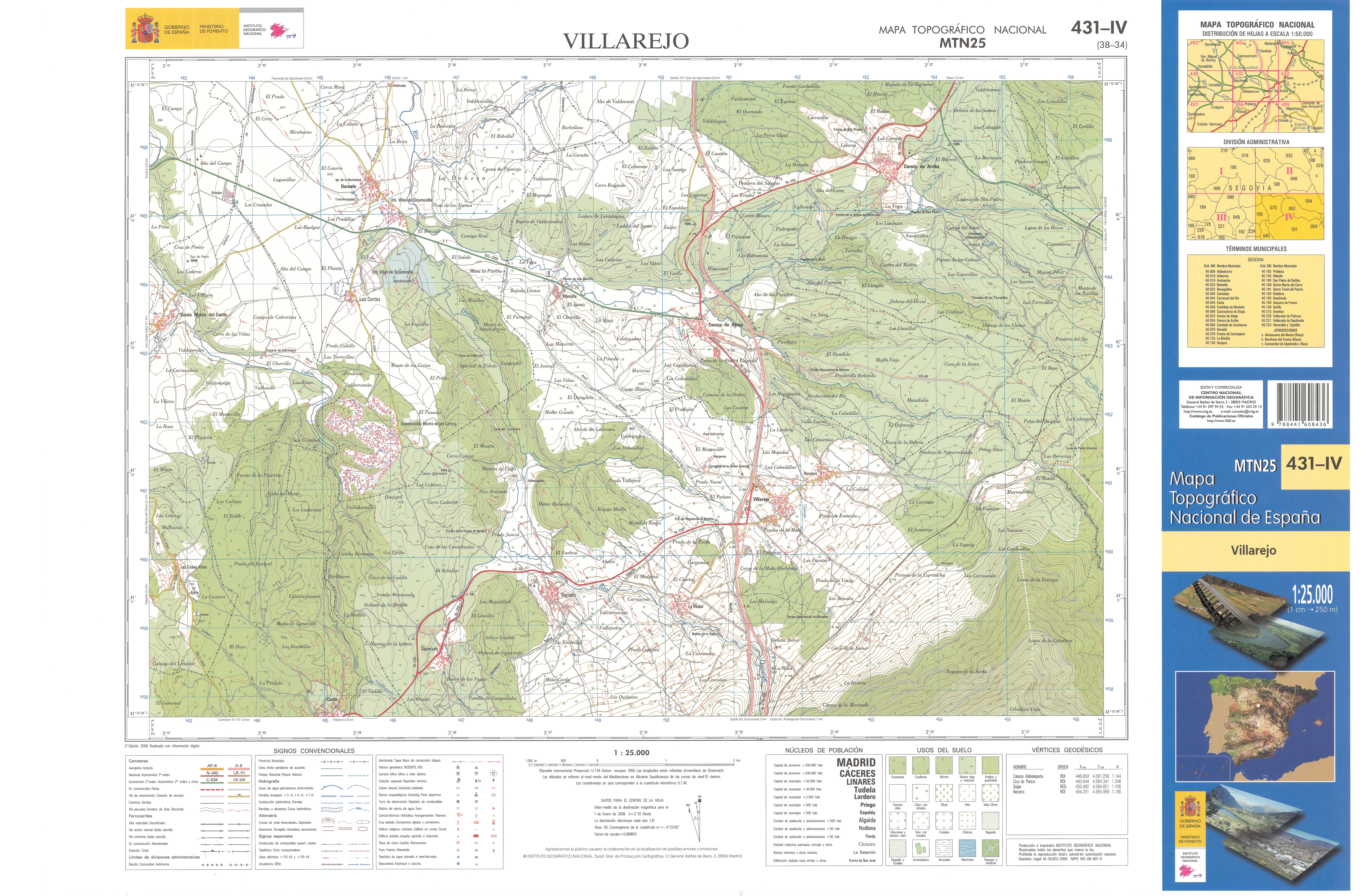
Fragmento de la hoja 431 del Mapa Topográfico Nacional de España de 2008 en el que se representa parte de La Rades

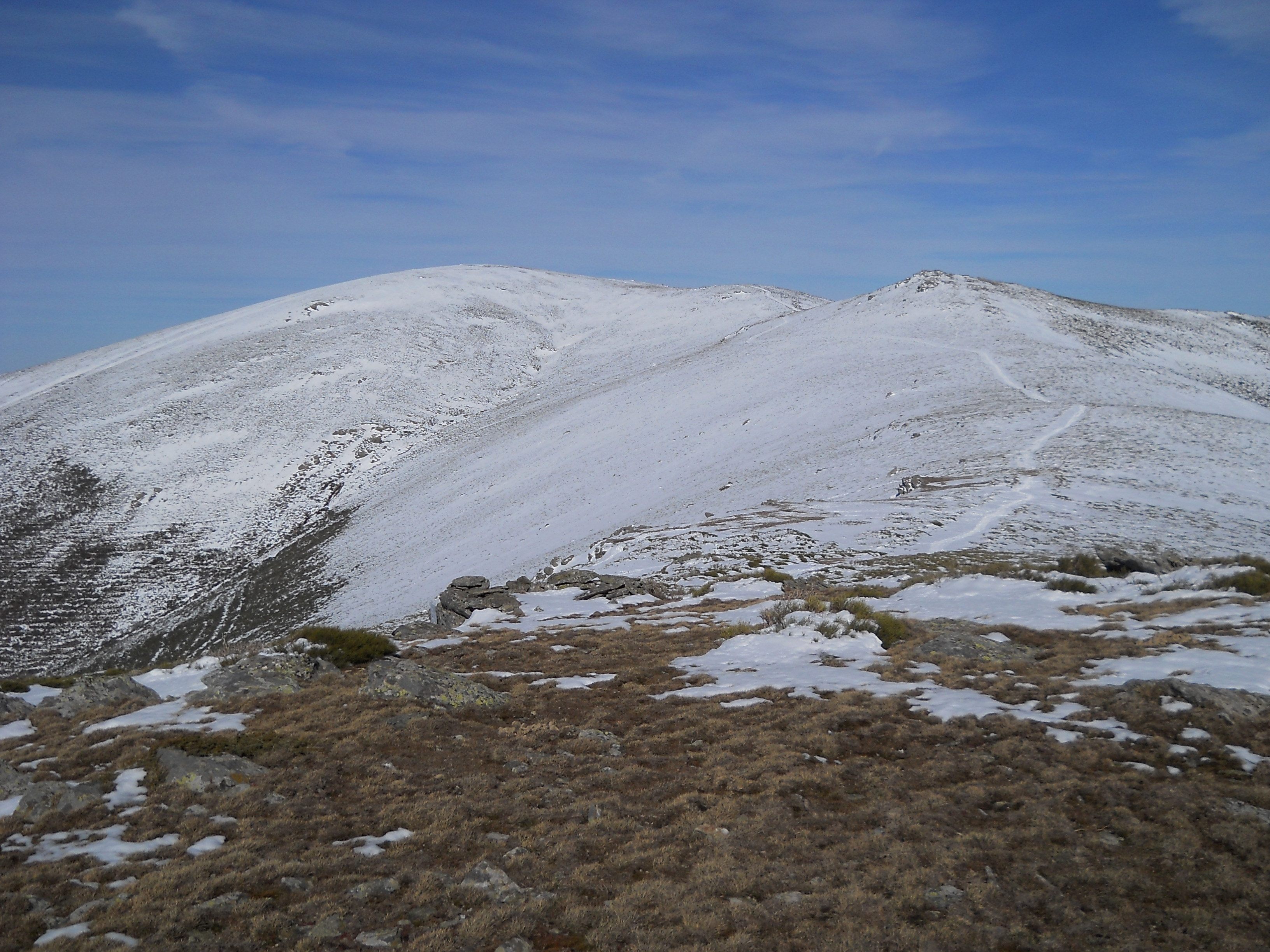
Vista de la peña Cebollera

El pueblo se encuentra enclavado en medio de la sierra de Somosierra. Rodeado completamente por la naturaleza dentro del Parque natural Sierra Norte de Guadarrama. La localidad formada por un pequeño núcleo de casas al estilo castellano, se sitúa junto al río Duratón, muy cerca de su nacimiento.
Frente a Rades se encuentran la peña Cebollera y el pico del Lobo que con sus 2.129 y 2.273 m de altitud respectivamente son de las cumbres más destacadas de la región.
El caserío es accesible a través de dos carreteras vecinales, una desde la N-110 antes de pasar Siguero (del que dista 1,5 km) dirección Segovia y otra desde la A-1 en el núcleo de Villarejo (del que dista 1,5 km), que funciona de capital municipal.

### Entorno natural
En contraposición con se escaso desarrollo urbanístico, en la zona se puede encontrar un paisaje natural intacto. Destaca la ruta que lleva a Peña del Chorro, lugar del nacimiento del río Duratón. Es en época primaveral, cuando alcanza su máxima belleza y también su máximo nivel de agua, ya que en verano suele secarse. La zona está plagada de caminos rurales y fauna y flora salvajes.

## Demografía
| 33            | 28 | 27 | 30 | 28 | 28 | 32 | 24 | 29 | 20 | 28 | 31 | 28 |
| (Fuente: INE) |    |    |    |    |    |    |    |    |    |    |    |    |

## Patrimonio
- La ermita, bajo la advocación de Santa Ana, aunque antiguamente fue de San Sebastián. Es la construcción más destacable del pueblo. Su techo sido restaurado recientemente, conservándose su estructura original, tiene un tejado a cuatro aguas sobre una cubierta de madera y una espadaña de piedra con esquilón sobre el muro de los pies. Cuenta con las imágenes modernas de la Inmaculada Concepción, con Santa Ana a un lado y San Sebastián al otro, además de otras dos tallas que también representan a Santa Ana y a San Sebastián del siglo XVI.[7]
- El molino, situado lejos del pueblo, al lado del río.[8]
- La venta Juanilla, una antiquísima venta, situada al lado de la carretera de acceso al pueblo por la A1. Actualmente está restaurada y se presenta como la mejor opción de hospedaje de la zona.
- Antiguas escuelas, actualmente reformadas.
- La peña del chorro, situada en frente de la ermita.[3][2]

## Fiestas
- La Virgen de la Natividad, entre el 8 y 10 de septiembre.
- San Sebastián, el 20 de enero, cuenta con una misa.
- Santa Ana, el fin de semana más próximo al 26 de julio. Cuenta con una misa en la Ermita, una comida popular de caldereta, y bailes tradicionales, además de una prueba de BTT.
- Hacenderas, donde los vecinos limpian acequias y el Ayuntamiento les invita después a una comida.[5][3][9]

## Gastronomía
- Distintos tipos de asados, destacando el Cochinillo y el Cuarto Asado.
- Productos de la huerta, como los Judiones de La Granja.
- Quesos y postres, con el ponche segoviano como principal referencia.
- Vinos segovianos de la ribera del Duero.
- Caldereta La chota.[10]